# Kaiserforum (Wien)

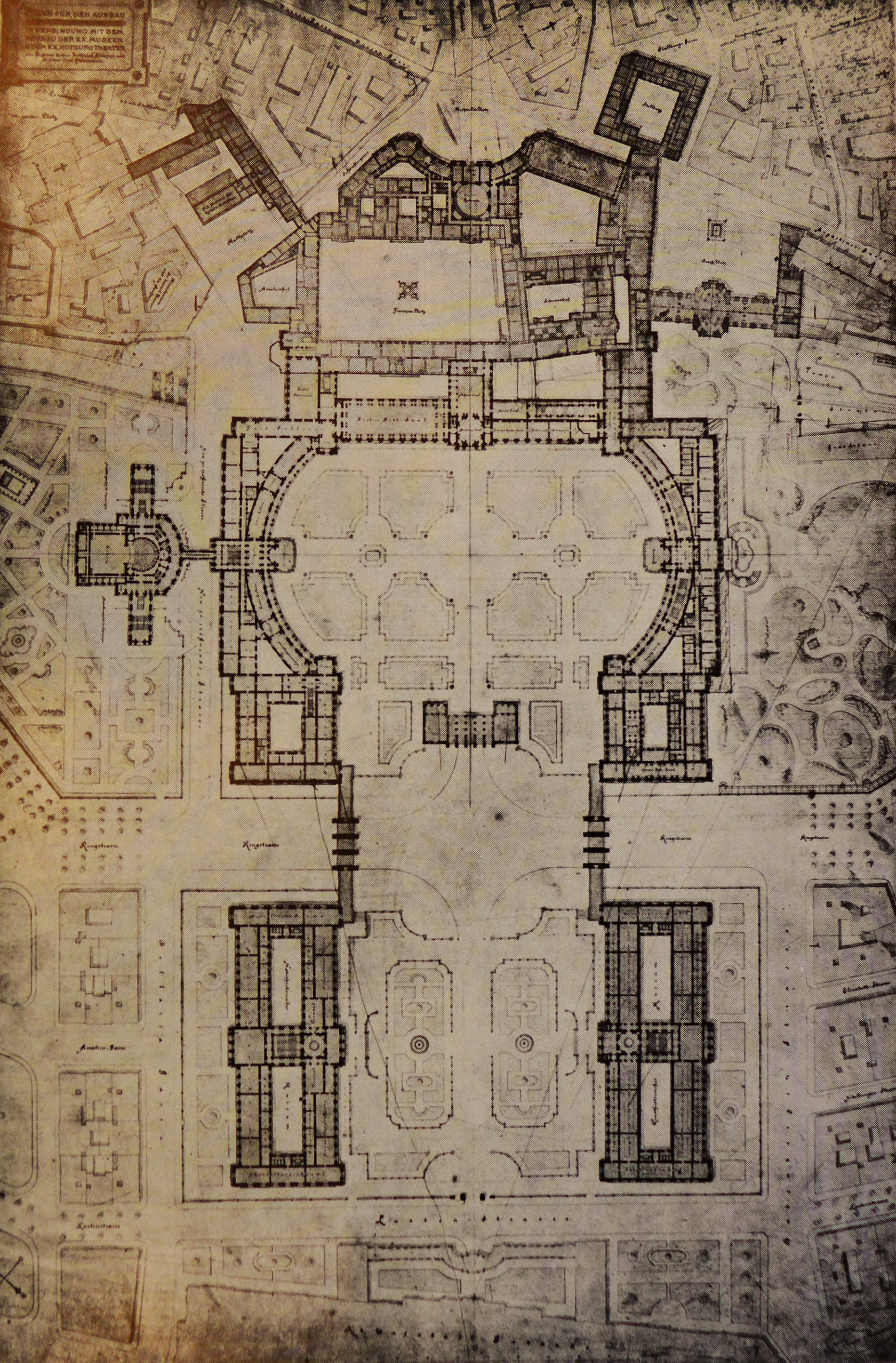
Grundriss des Kaiserforums

Das Kaiserforum war ein im Jahr 1871 im Auftrag von Franz Joseph I. nach Entwürfen von Gottfried Semper und Karl Hasenauer begonnenes und 1913 abgebrochenes Bauprojekt in Wien. Es sollte die Hofburg über die Ringstraße mit den Hofmuseen verbinden und aus insgesamt fünf Bauabschnitten bestehen: der Neuen Hofburg mit dem zentralen Thronsaaltrakt (nicht ausgeführt), dem nördlichen Volksgartentrakt (nicht ausgeführt) und dem östlichen Burggartentrakt (1908 vollendet) sowie den Neuen Hofmuseen mit dem südlichen Kunsthistorischen Museum (1891 vollendet) und dem westlichen Naturhistorischen Museum (1889 vollendet).

## Geschichte

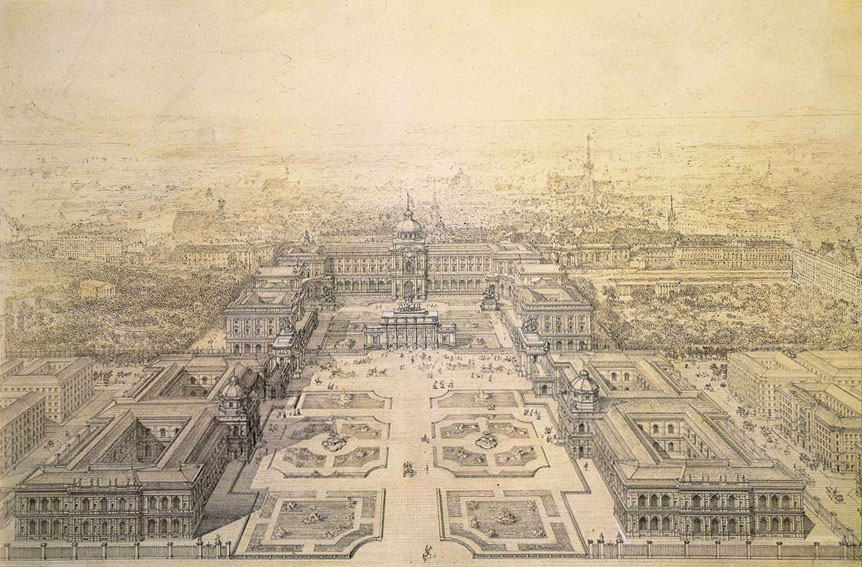
Zeichnung von Gottfried Semper und Karl Hasenauer (1870)

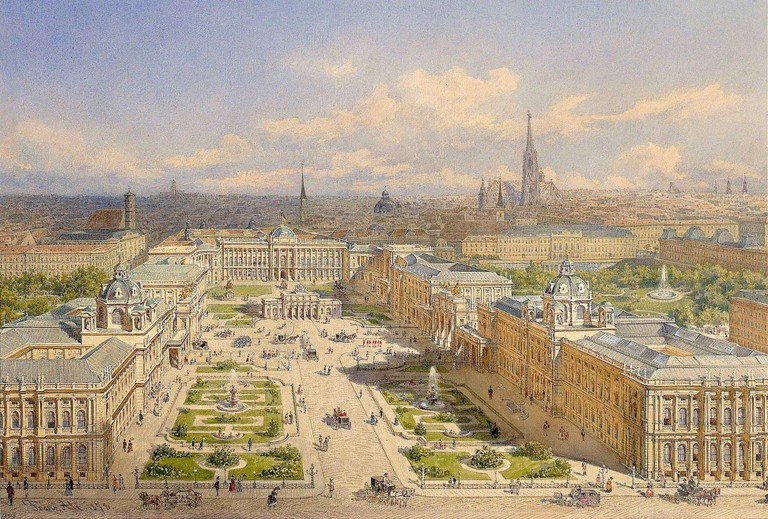
Gemälde von Franz Alt (1873)

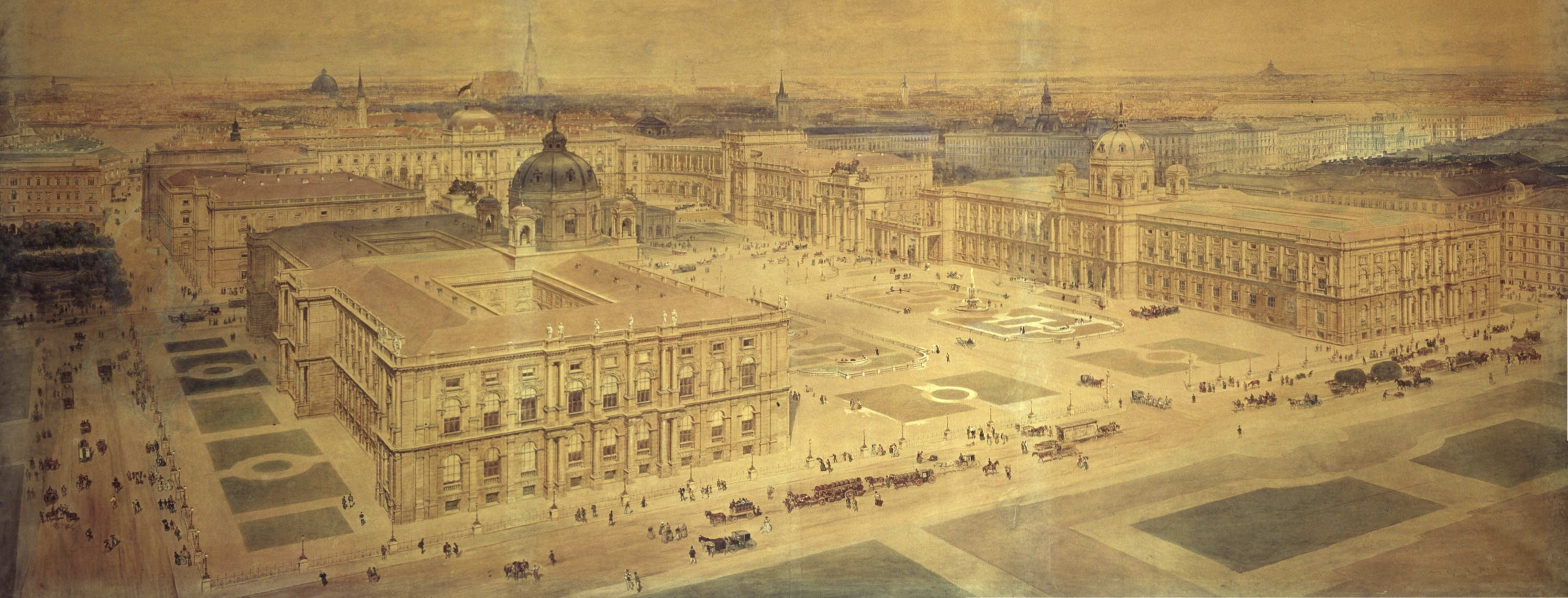
Das Kaiserforum zwischen Hofburg und Hofmuseen, Gemälde von Rudolf von Alt, 1873

Pläne eines zentralen Museums für diese Sammlungen gab es schon bei den ersten Planungen zur Ringstraße. 1864 fiel die Entscheidung, dass zwei Gebäude gegenüber der Hofburg gebaut werden sollten: das Kunsthistorische Museum und das Naturhistorische Museum. Es gab einen Wettbewerb, zu dem vier Architekten eingeladen wurden: Carl von Hasenauer, Theophil von Hansen, Heinrich Ferstel und Moritz Löhr. Alle vier Entwürfe wurden aber als nicht praktikabel erachtet, so dass Gottfried Semper als Schiedsrichter herangezogen wurde, der aber nicht nur die einzelnen Projekte, sondern darüber hinaus auch den Modus der Ausschreibung kritisierte.
Semper entwarf nun einen Generalplan für das gesamte Areal von der Hofburg bis zu den Hofstallungen, das als riesiger Platz unter eben dem Namen Kaiserforum gedacht wurde. Dieser Plan wurde 1870 von Franz Joseph I. genehmigt und 1871 zu bauen begonnen. Er sah zwei quer zur Ringstraße stehende Museumsgebäude vor, denen drei an die Hofburg anzubauende Flügel entsprechen würden: der nördliche Volksgartentrakt mit den Wohnräumen für höfische Gäste und der östliche Burggartentrakt mit den Wohnräumen für die kaiserliche Familie. In der Mitte, vor der dem Leopoldinischen Trakt der alten Hofburg, war ein kuppelbekrönter Thronsaaltrakt mit mehreren Prunkräumen geplant. Die Grundrisse zeigen eine von der Hofdurchfahrt nach rechts hinaufführende Prunkstiege in die Beletage. Daran anschließend hätten sich, zum Heldenplatz hin, im Südosten mehrere Vorsäle, im Zentrum der Audienzsaal und der Thronsaal, und im Nordwesten ein Festsaal befunden. Auf der Ringstraße waren zwei Triumphbögen vorgesehen, die die beiden Burg- und Museumsgebäude architektonisch zusammenfassen sollten. Das Burgtor wäre nach verschiedenen Entwürfen entweder neobarockisiert oder abgebrochen worden. Außerdem sahen die früheren Planungen vor, das Burgtheater im Volksgarten zu errichten und über eine Brücke mit dem nördlichen Burgneubau zu verbinden, was schließlich nicht umgesetzt wurde.
Zum Bau der Museen zog Semper Carl von Hasenauer heran, dessen Projekt ihn ästhetisch am meisten angesprochen hatte. Die beiden Museen wurden im Äußeren 1880 fertiggestellt, die feierliche Eröffnung erfolgte 1891. Die entsprechenden Arbeiten an der Hofburg verzögerten sich allerdings. Carl von Hasenauer begann 1881 mit dem Bau des Burgflügels, der heute als Neue Burg bekannt ist, erlebte jedoch dessen Fertigstellung nicht mehr, da er 1894 verstarb. Nach seinem Tod wurde die Bauleitung zunächst von seinen Schülern Bruno Gruber und Otto Hofer (1894–1897), danach von den Hofbaubeamten Emil von Förster und Julian Niedzielski (1897–1899) übernommen, bevor 1899 Friedrich Ohmann zur Fertigstellung berufen wurde. Nachdem der Burggartentrakt erst 1908 äußerlich fertiggestellt worden war, ließ der Kaiser den Volksgartentrakt und den Thronsaaltrakt 1913 aufgegeben, sodass das die Neue Burg und damit auch das gesamte Kaiserforum ein Torso blieb. Der Burggartentrakt der Neuen Burg beherbergt heute die Österreichische Nationalbibliothek, die Sammlung alter Musikinstrumente, die Hofjagd- und Rüstkammer, das Ephesos-Museum und das Weltmuseum. Der burgseitige Teil des Kaiserforums trägt heute den Namen Heldenplatz, der museenseitige Teil heißt Maria-Theresien-Platz. Zuletzt gab es 2008 im Rahmen der Errichtung des Hauses der Geschichte Österreich eine öffentliche Diskussion über die Vollendung des Kaiserforums.